# Thurnia
Genre
Classification APG III (2009)
Thurnia est un genre de plantes de la famille des Thurniaceae. 

## Listes d'espèces
Selon World Checklist of Selected Plant Families (WCSP) (2 mai 2014) :
- Thurnia jenmanii  Hook.f. (1883)
- Thurnia polycephala  Schnee (1943)
- Thurnia sphaerocephala  (Rudge) Hook.f. (1883)